# Monique Cartigny
 (juillet 2025).
Motif : pas de sources secondaires centrées, vice-présidente d'un syndicat national, notoriété pas établie.
- Archive Wikiwix
- Bing
- Cairn
- DuckDuckGo
- E. Universalis
- Gallica
- Google
- G. Books
- G. News
- G. Scholar
- Persée
- Qwant
- (zh) Baidu
- (ru) Yandex
- (wd) trouver des œuvres sur Wikidata

| 1. | Préciser le motif de la pose du bandeau. | Précisez le motif de la pose du bandeau en utilisant la syntaxe suivante : {{admissibilité à vérifier\|date=juillet 2025\|motif=remplacez ce texte par le motif}}                     |
| 2. | Informer les utilisateurs concernés.     | Pensez à avertir le créateur de l'article, par exemple, en insérant le code ci-dessous sur sa page de discussion : {{subst:avertissement admissibilité à vérifier\|Monique Cartigny}} |

 (juillet 2025).
Il peut être nécessaire de l'améliorer pour respecter le principe de neutralité de point de vue. 

Monique Cartigny est une enseignante et syndicaliste française.
Diplômée de littérature allemande à la Sorbonne elle est professeur certifié d’allemand.
De 1983 à 2000, elle est présidente de la section académique du Syndicat national des lycées et collèges (SNALC) de Lille. De 1988 à 1997, elle membre du bureau national du SNALC. En 1994, elle est nommée deuxième suppléante du SNALC au Conseil supérieur de l'éducation. De 1997 à 2003, elle est vice-présidente du SNALC. 
De 1997 à 2003, elle est secrétaire générale de la CSEN,. Elle est élue présidente de la commission EDUC de la CESI, fonctions auxquelles elle est reconduite en 2003, 2006